# Изобразитељна
Изобразитељна је једно од богослужења дневног циклуса у Православној цркви, које може и бити део Литургије, или се обавља одвојено. Обавља се у наставку часова – 6. часа када је празнични дан, а у време Велике Четрдесетнице у наставку 9. часа. Као и остала богослужења дневног круга, и изобразитељна је монашког порекла. У парохијама се служи само у току Велике Четрдесетнице, сем суботе и недеље, у наставку 9. часа и везује се за вечерње.
Изобразитељна представља неку врсту Литургије без свештеника, односно говори се само оно што припада народу. Вршена је у монашким заједницама када је био одсутан свештеник, као замена за Свету Литургију. Отуда и назив „изобразитељна“, што значи да изображава, символише, представља Литургију, као и за индивидуално причешћивање од пређеосвећених дарова. У старим рукописима помиње се и као „обред причешћа“. Сматра се да изобразитељна представља удвајање Литургије Пређеосвећених Дарова. Изобразитељна је, са своје стране, извршила утицај на формирање првог дела Свете Литургије, посебно својим првим делом, изобразитељним антифонима: 102. псалам, 145. псалам, Блаженства. 